# Johann Martin von Rohden
Johann Martin von Rohden (Kassel, 30 luglio 1778 – Roma, 9 settembre 1868) è stato un pittore tedesco, attivo per la maggior parte della sua vita a Roma.

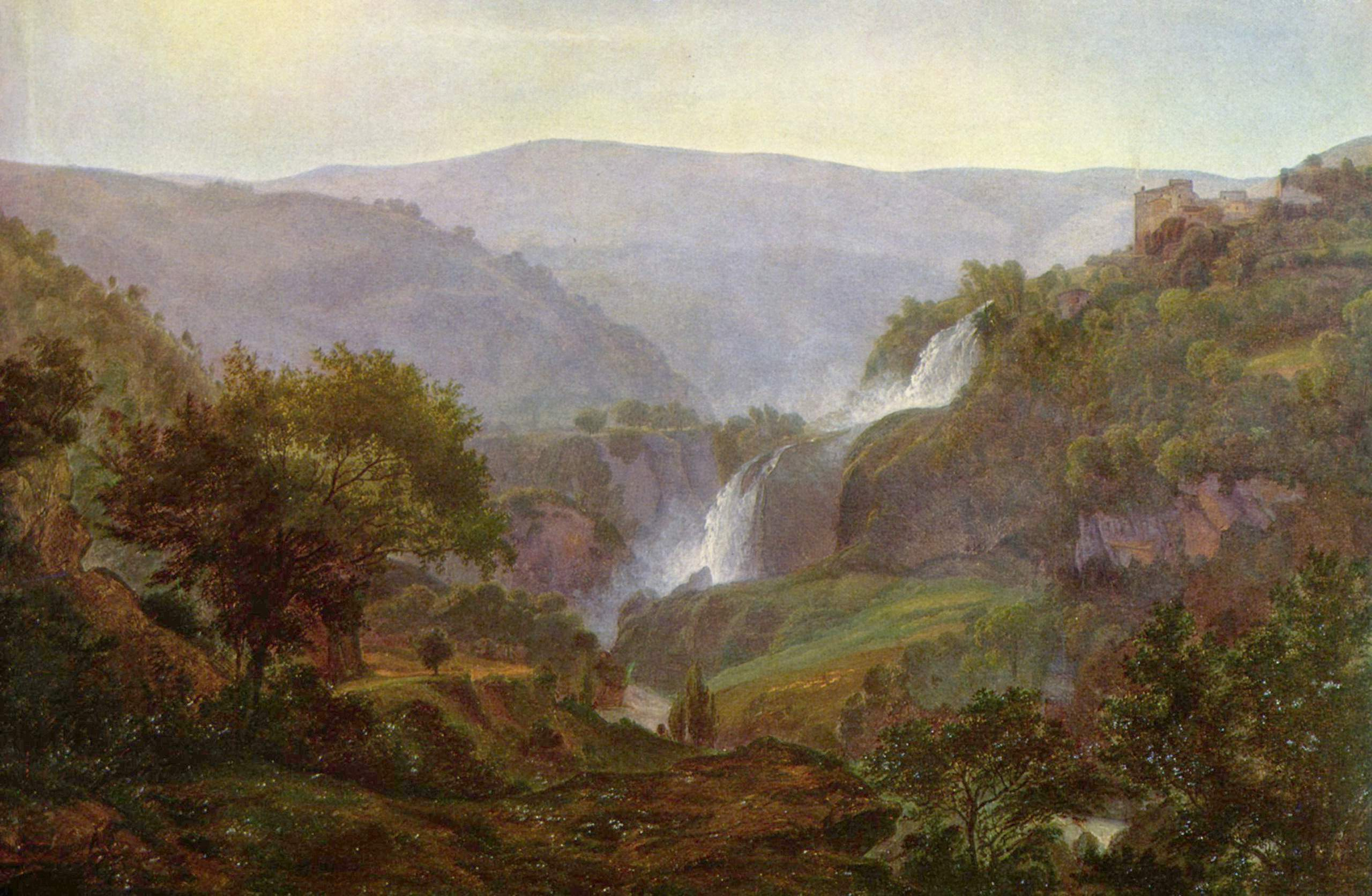
Johann Martin von Rodhen, Cascata vicino a Tivoli

Figlio di un mercante, von Rohden iniziò i suoi studi presso la Kunstakademie di Kassel, rimanendovi fino al 1795. A diciassette anni si recò a Roma con un amico che aveva vinto una borsa di viaggio per artisti della Landgrave dell'Assia. Lì incontrò e studiò con Johann Christian Reinhart. Nel 1799 lasciò Roma e viaggiò lungo la costa italiana; tornò in Germania dal 1801 al 1802. In quest'ultimo anno tornò a Roma per studiare con Joseph Anton Koch; rimase in città o vicino alla città per tutta la durata del suo periodo in Italia, salvo un viaggio nel 1805 in Sicilia. Tornò in Germania nel 1811, visitando Goethe a Weimar e entrando a far parte di un gruppo di lettura con sede a Kassel gestito dai fratelli Grimm, ma tornò l'anno successivo a Roma, rimanendo fino al 1826. Si convertì al cattolicesimo romano e sposò la figlia del locandiere della Sibylla Inn a Tivoli. Con Johann Georg von Dillis fu apparentemente il primo pittore tedesco a dipingere all'aperto come parte del suo lavoro. Anche se era più vecchio, questa pratica gli valse il rispetto da parte della generazione più giovane di pittori del paesaggio tedeschi che vennero a Roma per lavorare all'inizio del XIX secolo. Nel 1826 gli fu offerto il posto di capo pittore alla corte dell'Esse, ma il trasferimento fu duro con la sua famiglia, e due anni dopo gli fu concesso il permesso di tornare a Roma per sempre. Lì era conosciuto come gentile e socievole, contribuendo a formare l'Accademia Tedesca e spesso andando per le battute di caccia nella Campagna. Morì a Roma nel 1868.